# Boeing 737 AEW&C
Boeing 737 AEW&C ist eine militärische Variante der Boeing 737-700ER, die als luftgestütztes Frühwarn- und Einsatzleitflugzeug ausgerüstet ist und bei den Luftstreitkräften mehrerer Staaten im Einsatz ist. Zu den umfassenden Modifikationen der ursprünglichen Verkehrsflugzeuge gehören unter anderem eine vollkommen neue Inneneinrichtung mit Arbeitsstationen, verschiedene Gegenmaßnahmen gegen Flugkörperangriffe (ECM) sowie eine Vielzahl von Antennen – neben der geringeren Anzahl Kabinenfenster die einzige optisch erkennbare Veränderung. Die markanteste der Antennen ist dem Active-Electronically-Scanned-Array-Rundumsicht-Radar von Northrop Grumman vorbehalten.
Die Royal Australian und die britische Royal Air Force verwenden für die Boeing 737 AEW&C die Bezeichnung Wedgetail, benannt nach dem australischen Keilschwanzadler.

## Technik
Als Ausgangsmodell für die 737 AEW&C dienen serienmäßige Verkehrsflugzeuge des Typs Boeing 737-700 IGW, welche umfassend modifiziert werden müssen. Das Herzstück des Systems ist ein AESA-Radar vom amerikanischen Rüstungskonzern Northrop Grumman. Dieses befindet sich in einer auf dem hinteren Teil der Maschinen montierten Struktur, welche 10,7 m lang ist und 2.950 kg wiegt. Aufgrund der AESA-Technik ist es trotz des starren Aufbaus möglich, eine 360°-Rundumsicht zu gewährleisten. Hierzu werden vier separate Antennen in einer Struktur untergebracht: Zwei große, vertikale Flächen, welche links und rechts je 130° überwachen, und zwei kleinere Flächen auf der Oberkante, die hinten und vorne jeweils 50° überwachen. Die Radaranlage arbeitet im L-Band (1–2 GHz), weist eine Reichweite von über 370 km auf und ist in der Lage, über 3000 See- und Luftziele simultan zu verfolgen. Das integrierte IFF-System kann eine Identifizierung bis zu 560 km vornehmen.
Im Innern der 737 wird eine komplette Neugestaltung vorgenommen. Die Auswertung der Radardaten und die Einsatzleitung von Verbänden übernimmt eine Missionsbesatzung von sechs bis zehn Personen. Zur Ausrüstung gehören deshalb leistungsfähige Missionsrechner sowie sechs bis zehn Bedienkonsolen. Außerdem steht der Besatzung ein Ruheraum zur Verfügung.
Die weiteren Modifikationen beinhalten drei HF-, vier VHF/UHF-, vier UHF- und zwei Have-Quick-Funkanlagen sowie Link-11- und Link-16-Datenlinks. Die gesamte Avionik ist als offene Systemarchitektur ausgelegt und es können bei Bedarf weitere Funksysteme eingerüstet werden.

## Einsatzländer

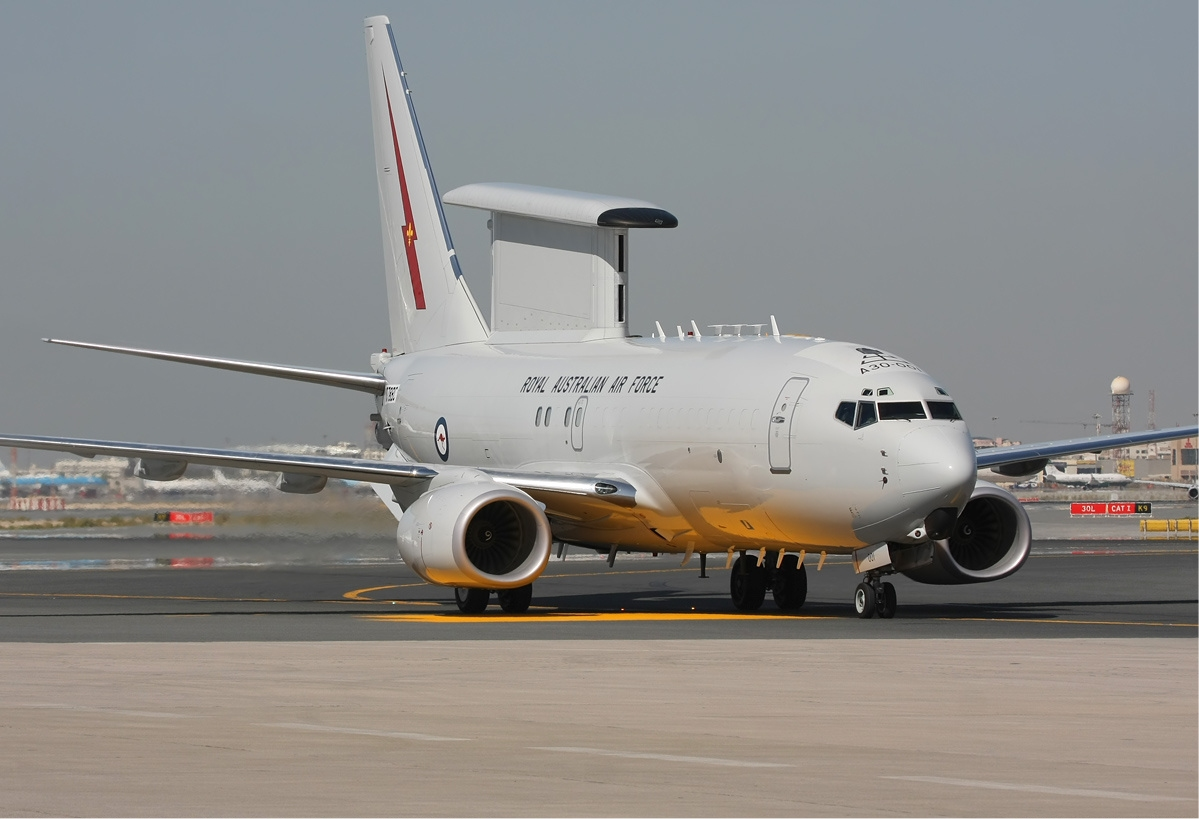
Australische E-7A Wedgetail

### Australien
Royal Australian Air Force, 6 E-7A „Wedgetail“: Australien trat im Jahr 2000 als Erstkunde für die 737 AEW&C auf, nachdem man sich bereits im Juli 1999 im Rahmen des Wedgetail-Programms für dieses Modell entschieden hatte. Der ursprüngliche Vertrag beinhaltete die Umrüstung von zwei Maschinen durch Boeing, die Umrüstung zwei weiterer Maschinen durch australische Unternehmen sowie die Option auf drei weitere Maschinen. Im Mai 2004 löste Australien die Option auf zwei der drei Flugzeuge ein, damit erhöhte sich der Lieferumfang an die RAAF auf insgesamt sechs 737 AEW&C, vier davon wurden in Australien ausgerüstet. Als Subunternehmer für Boeing agierte BAE Systems Australia, der Auftrag für die Wartung wurde an die heimische Qantas Airways vergeben.
Im Dezember 2002 begann die Umrüstung der ersten Maschine bei Boeing in Seattle. Der Erstflug der 737 AEW&C fand im 21. Mai 2004 statt. Im Juli des folgenden Jahres konnte das Testprogramm bereits erfolgreich abgeschlossen werden und im Januar 2006 begann auch in Australien die Umrüstung in die AEW&C-Version. Nach Verzögerungen wurden die ersten beiden Flugzeugen am 26. November 2009 in Australien übergeben. Da das Elektronik-System ESM jedoch immer noch nicht einsatzbereit war, wurden die Maschinen anfangs nur zu Trainingszwecken verwendet. Die übrigen Maschinen wurden 2011/2012 ab Werk mit funktionstüchtigen Systemen ausgeliefert und die übrigen durch Qantas auf der RAAF Base Amberley umgerüstet. Die Anfangseinsatzfähigkeit („Initial Operating Capability“) wurde im November Ende 2012 erlangt.
Da die Evaluierung und Beschaffung der sechs 737 AEW&C Maschinen im Rahmen des „Project Wedgetail“ stattfand, erhielten diese inzwischen von der RAAF die Typenbezeichnung E-7A Wedgetail. Die daraus abgeleiteten Namen „Boeing 737-7ES Wedgetail“ oder „AEW&C Wedgetail“ sind dagegen nicht korrekt. Auch die gelegentlich in den Medien auftretende Typenbezeichnung „E-737“, in Anlehnung an die Boeing E-767, wird weder von Boeing noch von irgendeinem Betreiber offiziell genutzt.
Der erste Einsatz der Wedgetail war die Beteiligung an der Suche nach dem Malaysia-Airlines-Flug 370 und die volle Einsatzfähigkeit („Full Operational Capability“) wurde im Mai 2015 erklärt.
Sie werden von der in RAAF Base Williamtown stationierten 2. Squadron betrieben.

### Katar
Katar gab während der Messe DIMDEX im März 2014 bekannt, drei 737 AEW&C für seine Qatar Emiri Air Force beschaffen zu wollen, bis auf weiteres liegt das Vorhaben jedoch auf Eis.

### Südkorea
Südkoreanische Luftwaffe, 4 E-737 „PeaceEye“: Am 7. November 2006 gewann das Unternehmen Boeing mit einer Summe von 1,6 Milliarden US-Dollar die südkoreanische Ausschreibung für die Beschaffung von vier Flugzeugen des Typs, nachdem bereits drei Monate zuvor Boeing als einziger Bieter ausgewählt worden war. Die erste Peace Eye, so die lokale Bezeichnung in englischer Sprache, wurde in den USA umgebaut, traf Anfang August 2011 auf ihrer Heimatbasis ein und wurde dort am 21. September 2011 offiziell übergeben. Die Maschinen zwei bis vier erhielten bei Korea Aerospace Industries ihre militärische Ausrüstung. Boeing lieferte die vierte und letzte Maschine im Oktober 2012 aus.
Sie werden vom 5. Taktischen Lufttransportgeschwader auf der Basis Kimhae/Gimhae betrieben.

### Türkei
Türkische Luftstreitkräfte, 4 E-7T „Peace Eagle“: Die Türkei bestellte im Mai 2002 vier Flugzeuge mit der Option, weitere zwei Flugzeuge zu beschaffen. Im September des folgenden Jahres erteilten die USA Boeing die für Rüstungsgüter notwendige Exportgenehmigung. Das erste der vier Peace Eagle-Flugzeuge (türkisch: Barış Kartalı), so die lokale Bezeichnung, wurde von Boeing umgerüstet, die restlichen wurden in der Türkei umgerüstet. Dabei beteiligten sich die türkischen Verteidigungskonzerne TUSAŞ und HAVELSAN als Nachunternehmer bei der Herstellung der Flugzeuge. Am 4. Juni 2008 beendete TUSAŞ die Modifikationsarbeiten von Barış Kartalı II (Peace Eagle 2), der zweiten Boeing 737 AEW&C für die türkische Luftwaffe. Die Erprobung im Fluge und der Technik fand Ende 2008 statt. Ein Wahrnehmen der Option auf zwei weitere Flugzeuge ist als unwahrscheinlich anzusehen. Die Auslieferung erfolgte nach Verzögerungen zwischen Februar 2014 und Dezember 2015.
Ihr Betreiber ist die 131. Staffel (131. Filo), die als Teil des 3. Geschwaders in Konya stationiert ist.

### Vereinigtes Königreich
Royal Air Force, 3 Wedgetail AEW.Mk.1:  Die britische Royal Air Force ist ein weiterer zukünftiger Nutzer. Der Vertrag über fünf E-7A, die die RAF als Wedgetail AEW.Mk.1 bezeichnet, als Nachfolger der E-3D Sentry wurde am 22. März 2019 unterschrieben. Die Modifikation zu einem Frühwarnflugzeug sollte ursprünglich durch die Firma Marshall in Cambridge erfolgen. Nachdem Marshall diesen Auftrag zurückgab erfolgt die Modifikation nun bei STS Aviation Services in Birmingham. Nach mehrjähriger Verzögerung fand der Erstflug schließlich im September 2024 statt.
Die Flugzeuge werden in RAF Lossiemouth stationiert.

### Vereinigte Staaten
United States Air Force, 26 E-7: Die Vereinigten Staaten von Amerika planen ihre E-3 Sentry ab der zweiten Hälfte der 2020er Jahre durch die E-7 zu ersetzen. Ein erster Vertrag wurde im Februar 2023 geschlossen.
Boeing hatte einen Auftrag von der US-Luftwaffe in Höhe von 2,56 Milliarden Dollar erhalten. Dieser umfasste die Entwicklung von zwei E-7A AEW&C Wedgetail-Flugzeug-Prototypen sowie die Schulung und Unterstützung der E-7A-Flotte. Im Jahr 2025 wurde bekannt, dass das Programm beendet werden soll.

### NATO
NATO, 6 E-7: Das NATO Airborne Early Warning & Control Force Command plant die bislang im Einsatz befindlichen E-3 Sentry ab 2031 durch die E-7 zu ersetzen. Der Vertrag wurde im November 2023 geschlossen.

### Mögliche weitere Kunden
Italien bekundete starkes Interesse daran, eine Flotte von vier 737 AEW&C sowie zehn der ebenfalls auf serienmäßigen 737-Verkehrsflugzeugen basierenden P-8 Poseidon-Seeraumüberwachungsflugzeuge zu kaufen. Im Dezember 2008 wurde jedoch überraschend der Kauf von vier Seeraumüberwachungsflugzeugen vom Typ ATR-72 bekannt. Nach dem Entscheid für Aufklärungsflugzeuge auf Basis der G550 scheint der Ankauf einer Familie von auf der 737 basierenden Flugzeugen unwahrscheinlich geworden zu sein.
In den Vereinigten Arabischen Emiraten läuft eine Ausschreibung für AEW&C-Flugzeuge, an der Boeing mit seiner 737 AEW&C teilnimmt.

## Technische Daten

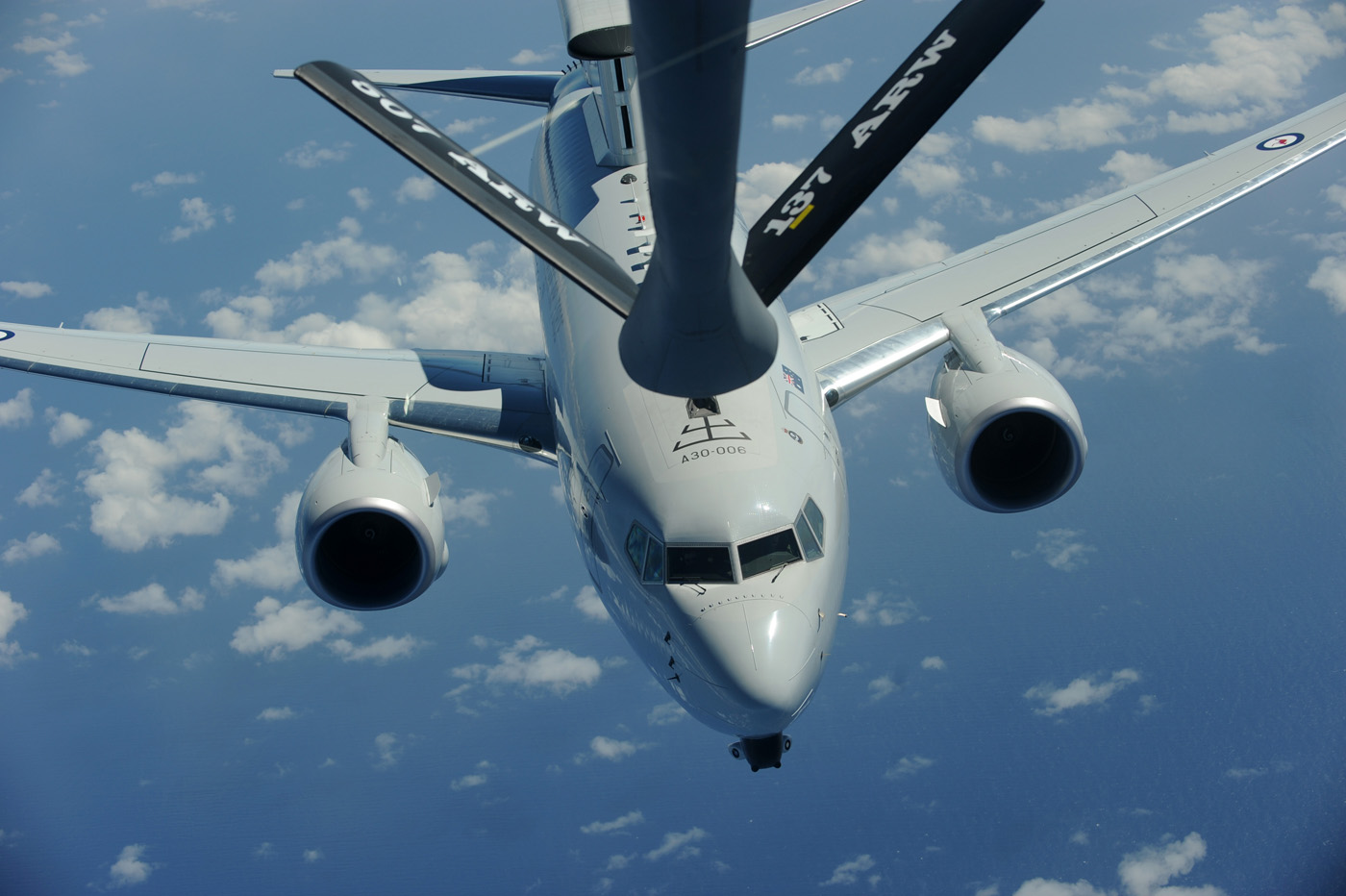
Luftbetankung einer E-7A Wedgetail durch eine KC-135

| Kenngröße             | Daten                                                                 |
| --------------------- | --------------------------------------------------------------------- |
| Besatzung             | 2 (Cockpit-Besatzung) plus 6–10 (Missionsbesatzung)                   |
| Länge                 | 33,6 m                                                                |
| Spannweite            | 35,8 m                                                                |
| Höhe                  | 12,5 m                                                                |
| Leermasse             | 46.606 kg                                                             |
| max. Startmasse       | 77.110 kg                                                             |
| Nutzlast              | 19.830 kg                                                             |
| Antrieb               | zwei CFM56-7B24-Mantelstromtriebwerke mit je 118 kN Schub             |
| Marschgeschwindigkeit | 853 km/h                                                              |
| Höchstgeschwindigkeit | 880 km/h                                                              |
| Reichweite            | über 6.500 km (mit Luftbetankung)                                     |
| Einsatzdauer          | Über 9 Stunden (mit Luftbetankung)                                    |
| Einsatzflughöhe       | 12.500 m                                                              |
| Avionik               | Northrop Grumman Multi-role Active Electronically Scanned Array-Radar |